# Louis-Victor de Broglie
  Louis-Victor de Broglie  (francès: Louis Victor Pierre Raymond, duc de Broglie)  (Dieppe, 15 d'agost de 1892 - Louveciennes, 19 de març de 1987) fou un físic i professor universitari francès guardonat l'any 1929 amb el Premi Nobel de Física.

## Biografia
Va néixer el 15 d'agost de 1892 a la població francesa de Dieppe, fill de l'aristòcrata francès Victor de Broglie, 5è duc de Broglie i germà del també físic Maurice de Broglie. Va cursar estudis de física teòrica a la Sorbona, així com d'història de França, doctorant-se finalment en física l'any 1924. Fou nomenat professor de física teòrica a la Universitat de París l'any 1928. Membre de l'Acadèmia de les Ciències l'any 1933 i de l'Acadèmia francesa l'any 1943, el 1942 fou nomenat Secretari permanent de l'Acadèmia de Ciències i el 1945 conseller de la Comissió d'Energia Atòmica Francesa.
De Broglie morí el 19 de març de 1987 a la seva residència de la ciutat de París.

## Recerca científica

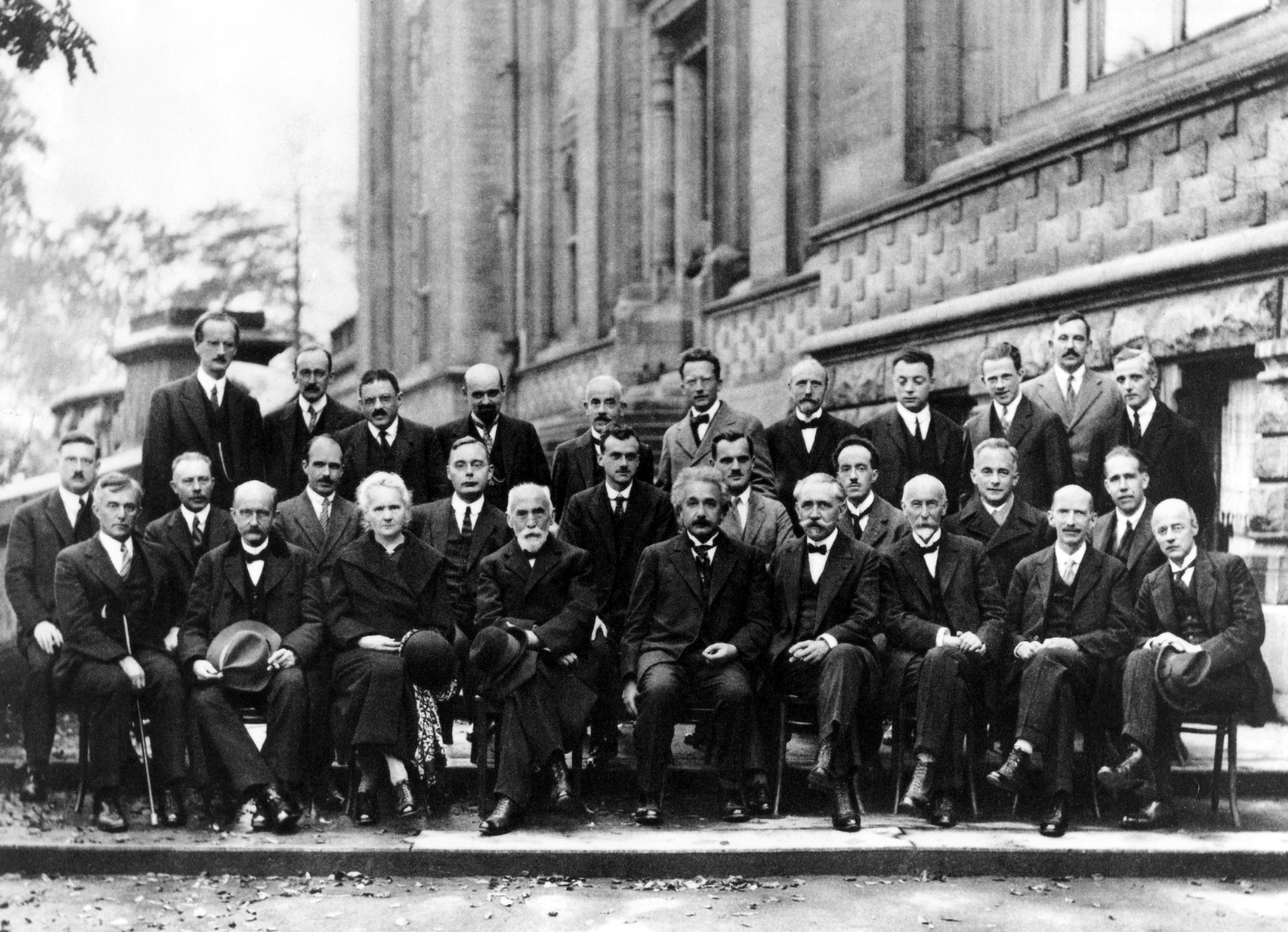
Cinquena Conferència Solvay (1927)Podem veure Louis-Victor de Broglie el tercer de la segona fila començant per la dreta, assegut entre Arthur Holly Compton i Max Born

De Broglie fou un físic teòric allunyat dels experimentalistes o els enginyers. L'any 1924 va presentar una tesi doctoral titulada: Recherches sur la théorie des quanta ("Investigacions sobre la teoria quàntica") introduint els electrons com a ones. Aquest treball presentava per primera vegada la dualitat ona-corpuscle característica de la mecànica quàntica. El seu treball es basava en els treballs d'Albert Einstein i Max Planck.
L'associació de partícules amb ones implicava la possibilitat de construir un microscopi electrònic de molta major resolució que qualsevol microscopi òptic al treballar amb longituds d'ona molt menors.
L'any 1929 fou guardonat amb el Premi Nobel de Física pel seu descobriment de la naturalesa ondulatòria de l'electró, coneguda com a hipòtesi de De Broglie.

## Reconeixements
En honor seu s'anomenà l'asteroide (30883) de Broglie descobert el 24 de setembre de 1992 per Freimut Börngen i Lutz D. Schmadel.